# Marabouparken

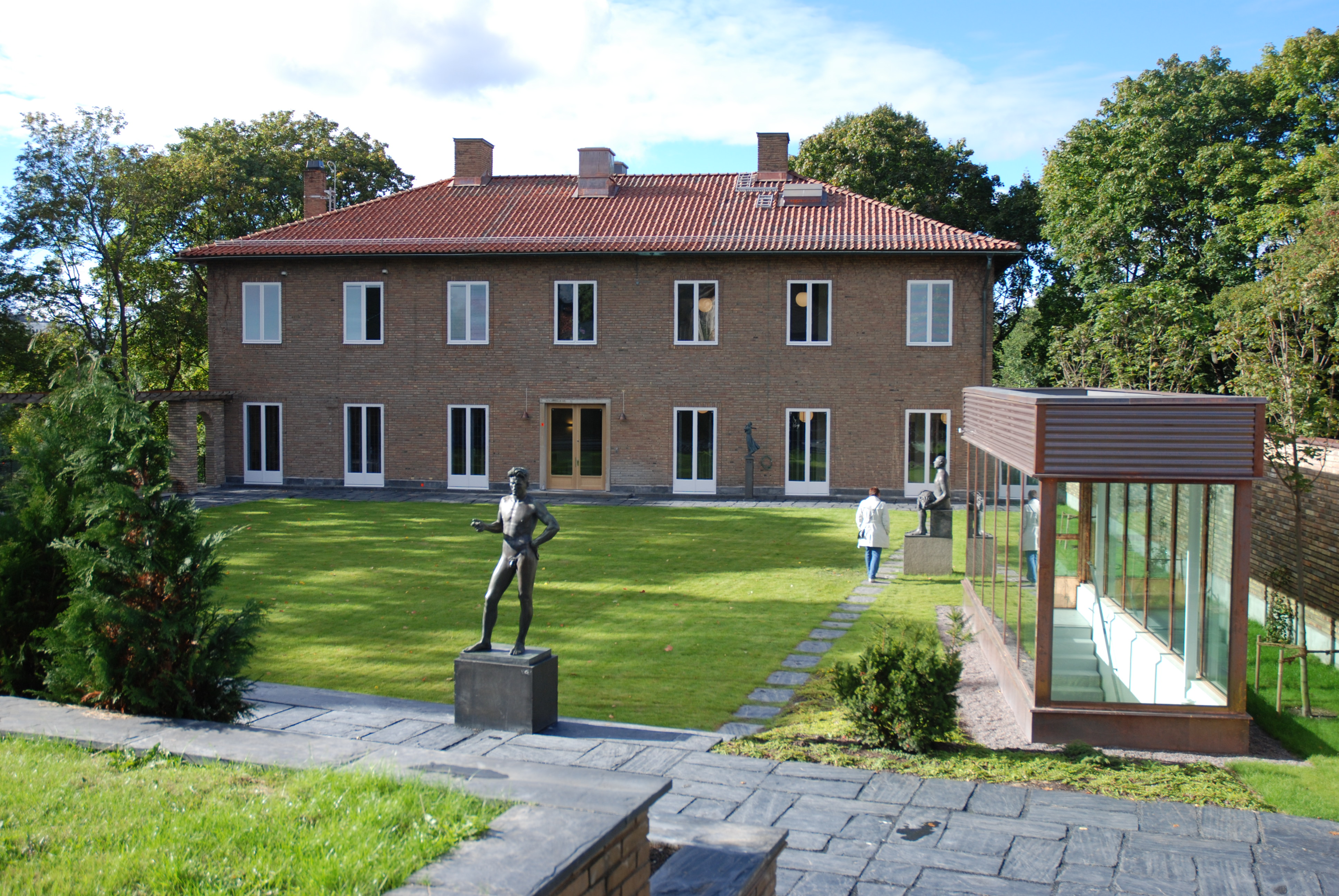
Kunsthal van Marabouparken met sculptuur Boxaren (Nr. 13)

Marabouparken is een beeldenpark met kunsthal in de Zweedse stad Sundbyberg.
Het park, oorspronkelijk het Sunbybergs Gårds park werd in opdracht van de fabrikant van het chocolademerk "Marabou",
Henning Throne-Holst, van 1937 tot 1955 door de landschapsarchitect Sven Hermelin heringericht als beeldenpark voor zijn collectie sculpturen. Het park is 1 hectare groot en herbergt 16 beelden van Zweedse en internationale
beeldhouwers.
In 2009 werd begonnen met de bouw van een deels ondergrondse kunsthal voor wisseltentoonstellingen. Op 28 augustus 2010 werd de kunsthal met een grote expositie in gebruik genomen.

## Collectie
1. Leonard Baskin: Den förlorade sonen (1971)
2. Leonard Baskin: Sörjande kvinna (1971)
3. Leonard Baskin: Isak (1973)
4. Raymond Duchamp-Villon: Maggy (1912)
5. Émile Gilioli: Klocktornet (1958)
6. Eric Grate: Förvandlingarnas Brunn (1944/45)
7. Bror Hjorth: Margit (1946)
8. Ivar Johnsson: Kungen rider Eriksgata (1942/45)
9. Ivar Johnsson: Kvinna vid havet (1932)
10. Arvid Knöppel: Hjortdjur (1948)
11. Henri Laurens: Les Undines (1934)
12. Marino Marini: Grande Cavallo (1951)
13. Nils Möllerberg: Boxaren (1926)
14. Onbekende kunstenaar: Poseidon/Zeus
15. Lennart Rodhe: Wandreliëf-mozaïek Stadens Tecken (1970)
16. Gustav Vigeland: Lekande Björnar (1915)

## Fotogalerij

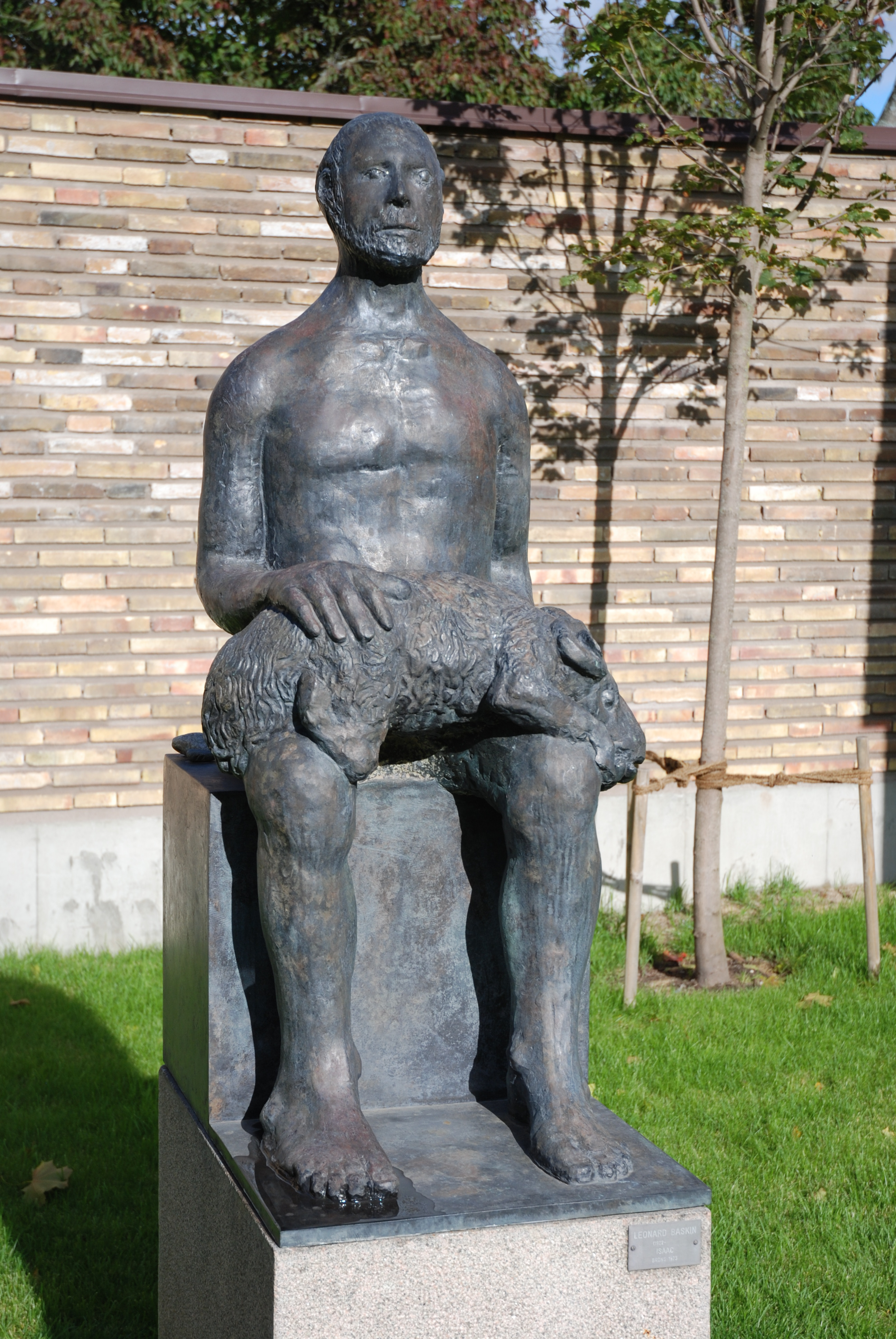
Nr. 3 : Isak
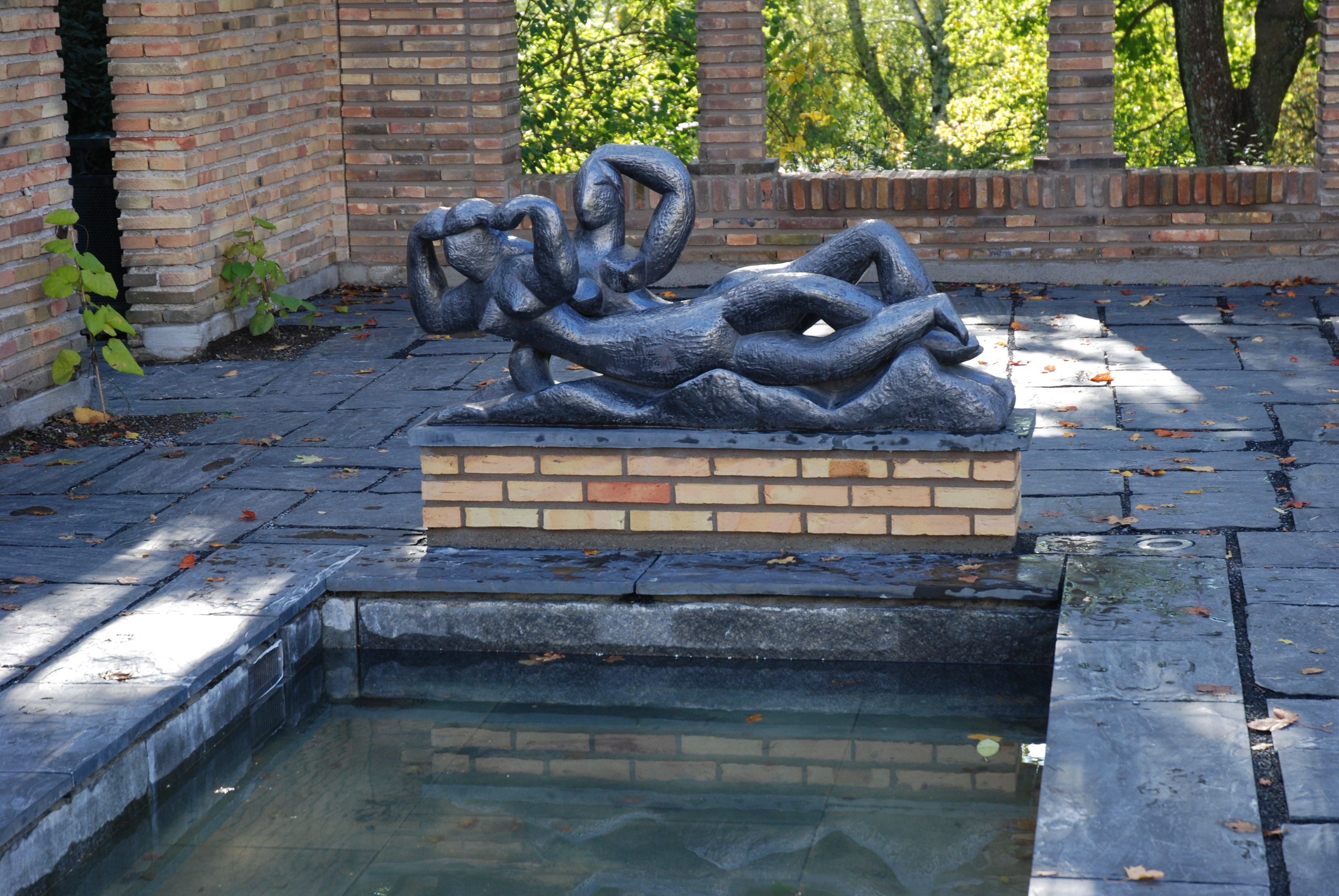
Nr. 11 : Les Undines
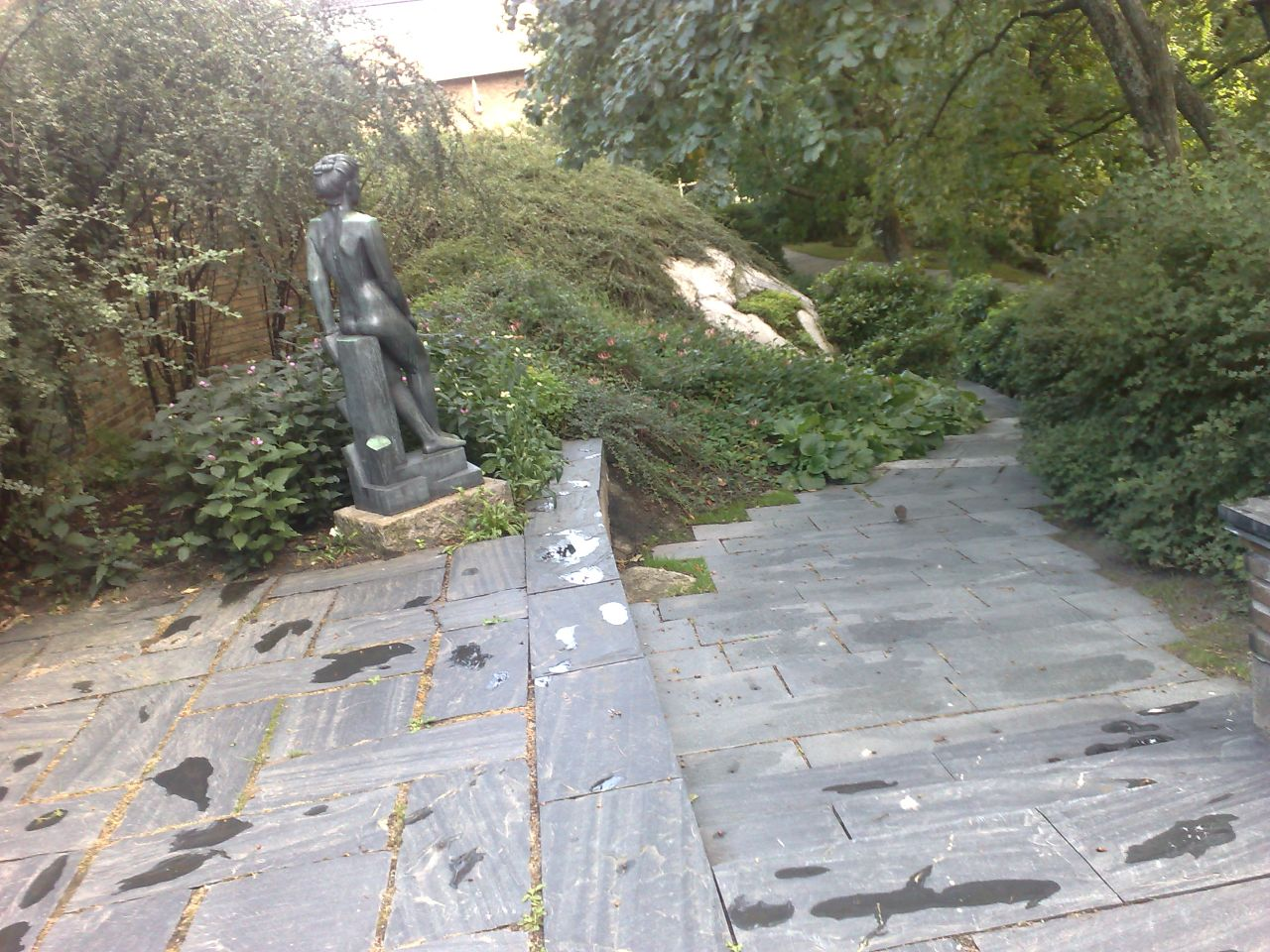
Nr. 13 : Margit
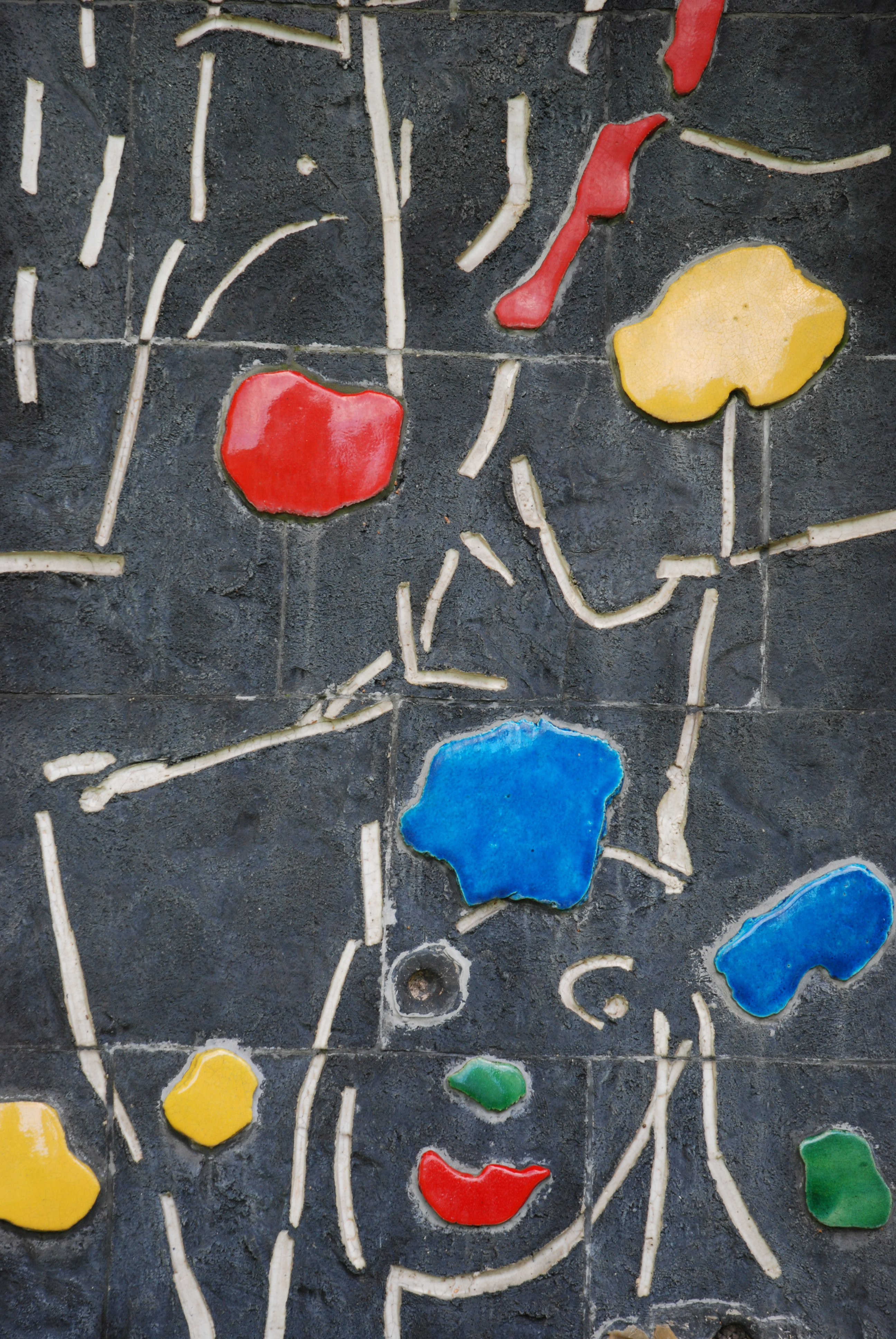
Nr. 15 : Stadens Tecken (detail)
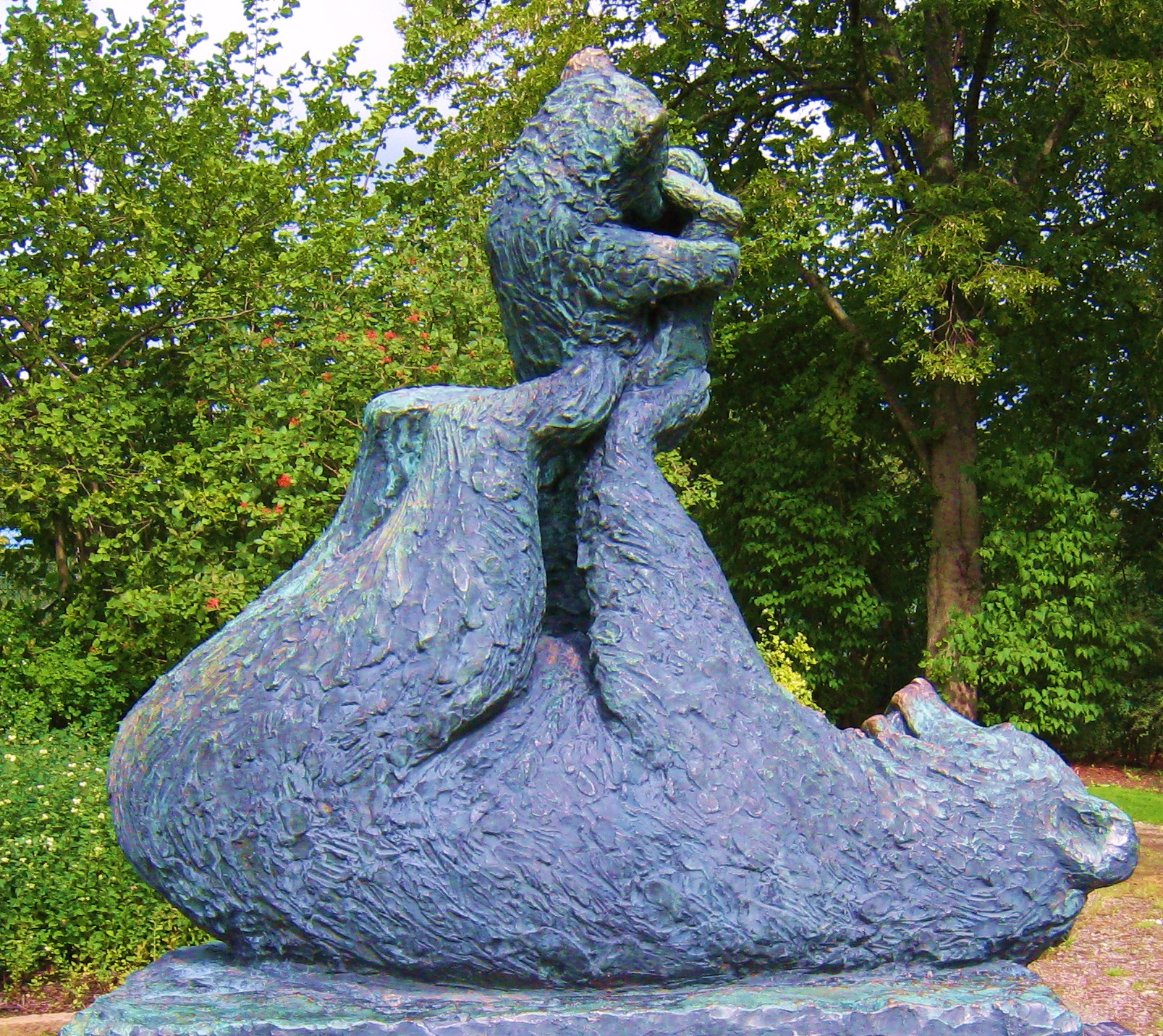
Nr. 16 : Lekande Björnar